# Simaba subcymosa
Simaba subcymosa är en bittervedsväxtart som beskrevs av A. St.-hil. & Tul.. Simaba subcymosa ingår i släktet Simaba och familjen bittervedsväxter. Inga underarter finns listade i Catalogue of Life.